# Shuicheng
Shuicheng är ett härad som lyder under Liupanshuis stad på prefekturnivå i Guizhou-provinsen i sydvästra Kina.
1. ↑  http://www.geohive.com/cntry/CN-52_ext.aspx